# Beri Gonpa (Nyingma)
| Tibetische Bezeichnung               |
| ------------------------------------ |
| Wylie-Transliteration: be ri dgon pa |
| Andere Schreibweisen: Pelri Gonpa    |
| Chinesische Bezeichnung              |
| Traditionell: 白日寺                 |
| Vereinfacht: 白日寺                  |
| Pinyin:Báirì Sì                      |

Beri Gonpa ist ein Kloster der Nyingma-Schule des tibetischen Buddhismus im Kreis Chonggye, Lhokha, Tibet. Das im 16. Jahrhundert von Sherap Özer (1517–1584) gegründete Kloster befindet sich im Gebiet der Gemeinde (chin.) Qiongduo auf einer Höhe von 3.800 m.
Es ist eines der drei großen Klöster der Nyingma-Tradition Tibets, zu denen auch die Klöster Mindrölling in Dranang und Dorje Drag in Gongkar zählen.
Auf Wandmalereien sind unter anderem die Acht Manifestationen Padmasambhavas, des Lotusgeborenen, dargestellt.
Jigme Lingpa (1729–1798) wurde in der Nähe des Klosters geboren.